# タプティムデーン・ナ・ラチャワット
タプティムデーン・ナ・ラチャワット（Tabtimdaeng Na Rachawat、1983年5月2日 - ）は、タイのプロボクサー。ブリーラム県出身。元PABAバンタム級スーパー王者。タプティムデーン・シッルアンポープンとも。
 

## 来歴
2003年3月21日、デビュー戦をシッサイトーン・シープラジャンと行い、3回TKO勝ちを収めた。
2005年7月25日、PABAスーパーフライ級王者アンソニー・マシアスと対戦し、プロ初黒星となる11回KO負けを喫し王座獲得に失敗した。
2005年10月31日、プーンサワット・クラティンデーンジムの王座返上に伴いアラン・フェンテスとPABAバンタム級王座決定戦を行い、3回TKO勝ちを収め王座獲得に成功した。
2008年7月16日、アンソリー・アンハーと対戦し、3回KO勝ちを収めPABA王座12度目の防衛に成功した。
2008年11月21日、ヘンドリック・バロンサイと対戦し、12回3-0（108-101、109-100、109-101）の判定勝ちを収め14度目の防衛に成功した。
2009年4月22日、ABCOスーパーバンタム級王者アリエル・デルガドと対戦し、12回2-0（2者が115-113、114-114）の判定勝ちを収め王座獲得に成功した。
2009年12月3日、ジェミー・ゴーベルと対戦し、12回3-0（109-100、109-100、110-100）の判定勝ちを収めPABA王座の18度目の防衛に成功した。
2010年2月1日、PABAからスーパー王座に認定された。
2010年5月26日、フェストゥス・オモンディと対戦し、4回37秒TKO勝ちを収めPABA王座の19度目の防衛に成功した。
2010年11月12日、ロリ・ガスカと対戦し、6回TKO負けを喫しPABA王座の20度目の防衛に失敗、5年1ヵ月保持していた王座から陥落した。
2011年3月22日、PABAバンタム級暫定王者ヘンドリック・バロンサイと対戦し、12回3-0（116-110、115-112、116-111）の判定勝ちを収め暫定ながら4ヵ月ぶりに王座を再獲得した。
2011年10月7日、ファラゾナ・フィダルと対戦し、12回3-0（118-106、119-108、119-107）の判定勝ちを収めPABA暫定王座の3度目の防衛に成功した。
2012年2月8日、ノルディ・マナカネの王座返上に伴い空位となった正規王座に認定された。
2012年5月21日、ルーベン・マナカネと対戦し、5回2分28秒KO勝ちを収めPABA王座の5度目の防衛に成功した。
2012年9月17日、ロデル・クイラトンと対戦し、3回2分12秒TKO勝ちを収めPABA王座の7度目の防衛に成功した。
2012年11月23日、ジロ・メルリンと対戦し、8回KO勝ちを収めPABA王座の8度目の防衛に成功した。
2013年2月4日、ウィレム・マラヒナと対戦し、3回1分59秒KO勝ちを収めPABA王座の9度目の防衛に成功した。試合後PABAからスーパー王座に認定された。
2013年4月5日、ロネレックス・ダルトと対戦し、12回3-0（117-112、117-111、116-112）の判定勝ちを収めPABA王座の10度目の防衛に成功した。
2013年6月14日、タレック・クラブと対戦し、3回1分12秒KO勝ちを収めPABA王座の11度目の防衛に成功した。
2013年8月9日、ネイサン・ボルシオと対戦し、8回TKO勝ちを収めPABA王座の12度目の防衛に成功した。
2013年9月20日、アルビン・バイスと対戦し、12回3-0（115-113、115-113、116-113）の判定勝ちを収めPABA王座の13度目の防衛に成功した。
2013年11月1日、エディソン・ベルウェラと対戦し、6回TKO勝ちを収めPABA王座の14度目の防衛に成功した。
2014年5月9日、WBAはタプティムデーンをWBA世界バンタム級3位にランクインした。
2014年5月31日、亀田興毅の王座返上に伴い元IBF世界バンタム級王者でWBA世界バンタム級4位のジェイミー・マクドネルとWBA世界バンタム級王座決定戦を行い、10回2分TKO負けを喫し王座獲得に失敗した。

## 獲得タイトル
- 第7代PABAバンタム級王座(防衛18)
- PABAバンタム級スーパー王座(防衛1)
- ABCOスーパーバンタム級王座(防衛0)
- PABAバンタム級暫定王座(防衛3=正規王座に認定)
- 第9代PABAバンタム級王座(防衛6)
- PABAバンタム級スーパー王座 (防衛5=返上)